# День переезда (Нью-Йорк)
День переезда — почти ушедшая в прошлое традиция в городе Нью-Йорке, берущая начало с колониальных времен и продолжавшаяся до окончания Второй мировой войны .
В день 1 февраля, также известный как «День аренды», домовладельцы сообщали своим арендаторам, какой будет новая арендная плата, поэтому арендаторы начинали поиск новой квартиры, дома или лучших предложений по аренде. 1 мая у всех договоров аренды истекали сроки действия одновременно в 9:00 утра, в результате чего тысячи людей начинали переезд.
Местная легенда гласит, что традиция началась 1 мая, в этот день первые голландские поселенцы переселились на остров Манхэттен, но согласно Энциклопедии Нью-Йорка этот день связан с празднованием английского Первомая.
Хотя событие возникло как обычай, вскоре оно стало законом, принятым от 1820 года Законодательным собранием штата Нью-Йорк, согласно которому, если не была указана другая дата в договоре, все жилищные контракты были действительны до первого мая — если день не выпадал на воскресенье, в этом случае крайним сроком было 2 мая.

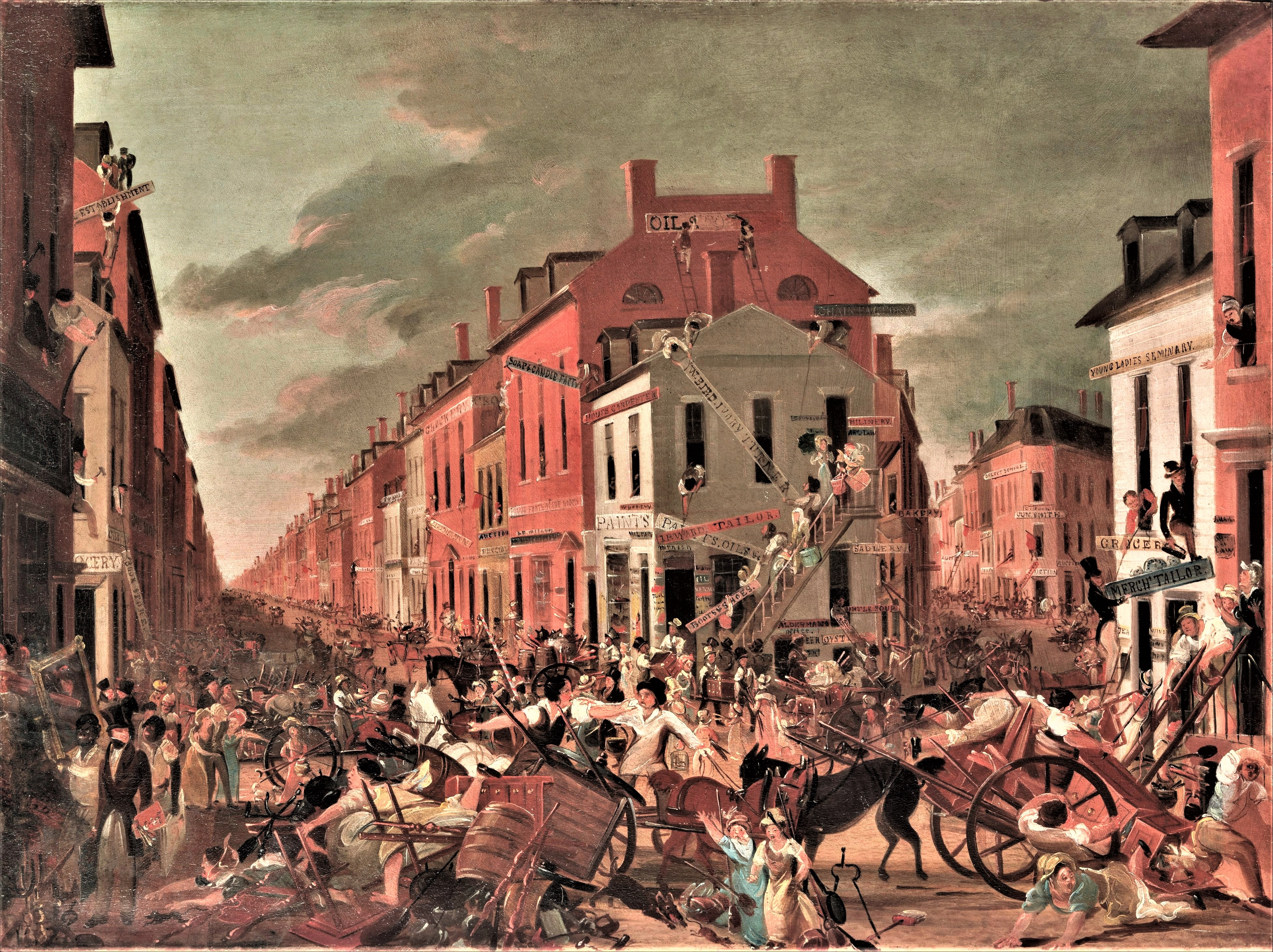
День переезда в Старый Нью-Йорк, сатирическая картина, 1827